# Грунер, Роб
Роб Грунер (нидерл. Rob Groener, 19 декабря 1945, Гланербург) — нидерландский футболист, тренер, функционер и агент.

## Карьера
Начинал игровую карьеру в любительском клубе ДОС '19, играл также за любительскую сборную Нидерландов. Летом 1968 года перешёл в «Хераклес». Вместе с командой провел три сезона в нидерландской Эрстедивизи. Завершил карьеру в 1971 году из-за двойного перелома ноги, полученного в матче с «Херенвеном». Повесив бутсы на гвоздь, вошёл в тренерский штаб «Твенте». Десять сезонов (с перерывами) Грунер возглавлял нидерландскую команду «Квик '20». В качестве на ставника он также тренировал сборные Суринама и Нидерландских Антильских островов. Один сезон самостоятельно руководил «Твенте».
Затем Грунер занялся руководящей работой: он занимал должность директора в клубах «Эммен», «Камбюр» и «Хераклес».
В последние годы активно занимался агентской деятельностью, представляя интересы таких игроков, как Марко Арнаутович, Самуэль Арментерос, Питер Нимайер, Йоргос Самарас и других.

## Достижения
- Чемпион Карибского футбольного союза (1)[9]: 1978.